# William H. Haile
William Henry Haile (* 23. September 1833 in Chesterfield, Cheshire County, New Hampshire; † 13. Februar 1901 in Springfield, Massachusetts) war ein US-amerikanischer Politiker. Zwischen 1890 und 1893 war er Vizegouverneur des Bundesstaates Massachusetts.

## Werdegang
William H. Haile war der Sohn von William Haile (1807–1876), der zwischen 1857 und 1859 als Gouverneur von New Hampshire amtierte. Bis mindestens 1871 lebte er in New Hampshire, wo er im Handwerk tätig war. Später wurde er Präsident der Firma Haile and Frost Manufacturing Company. Politisch schloss er sich der Republikanischen Partei an. In den Jahren 1865 und 1871 wurde er in das Repräsentantenhaus von New Hampshire gewählt. Später zog er nach Springfield in Massachusetts, wo er im Jahr 1881 Bürgermeister wurde. In den Jahren 1882 und 1883 saß er im Senat von Massachusetts.
1889 wurde Haile an der Seite von John Brackett zum Vizegouverneur von Massachusetts gewählt. Dieses Amt bekleidete er zwischen 1890 und 1893 als Stellvertreter des Gouverneurs. Seit 1893 diente er unter dem neuen Gouverneur William Russell. Im Jahr 1892 kandidierte er erfolglos für das Amt des Gouverneurs. Er starb am 13. Februar 1901 nach langer Krankheit an Nierenversagen in Springfield.